# TOKYO FM トラフィックレポート
TOKYO FM トラフィックレポート（トウキョウエフエム・トラフィックレポート）は、TOKYO FMで2013年1月14日から放送されている道路の渋滞情報や鉄道・航空機の運行情報を放送する交通情報である。

## 概要
平日ワイド番組等の生放送番組内のコーナーとして『TOKYO FM NEWS』と抱き合わせて放送される他、金曜 - 日曜の箱番組間に『ドライバーズ・インフォ』または『TOKYO FMブランニューソング』内に組み込まれて放送される。
主に、各ワイド番組パーソナリティーまたは、アナウンサーが道路交通情報センター（JARTIC）の担当キャスターに掛け合う形式で放送している。平日6時台のみ出演者（2021年4月以降は『ONE MORNING』の吉田明世）による読み上げで伝えられる。
祝日に放送される『TOKYO FM ホリデースペシャル』では、通常と異なる編成のことが多い。「ドライバーズ・インフォ」、または『TOKYO FM NEWS』として『TOKYO FM トラフィックリポート』が内包される形で放送する。祝日であっても、通常の生放送番組が編成されている場合は、通常通り放送されることが多い。
ゴールデンウィークやお盆、シルバーウィーク、年末年始の時期には『TOKYO FM （ゴールデンウィーク、夏休み、シルバーウィーク、年末、お正月）トラフィックレポート』と名称変更され、別途スポンサーがつくことがある。それ以外はジングルを挟むなどをしてCMは入らない。
交通情報に充てられた時間に余裕がある場合は、日本道路交通情報センターのアナウンス担当者と番組内のテーマや話題でパーソナリティとクロストークを行う場合がある。『Blue Ocean』では2017年4月 - 2019年3月の期間、8:57頃に当コーナーが設けられており、その時間はほぼ毎回クロストークが行われていた。
1990年10月1日 - 2008年9月30日は『TOKYO FM トラフィックリポート』、翌10月1日 - 2013年1月13日は『TOKYO FM トラフィック』として放送。

## ジングル・BGM
ジングル
- 2010年4月1日 - 2015年4月19日  -「TOKYO FM,TOKYO FM,80.Love～♪」
- 2015年4月20日 - 2020年4月30日 - 開局45周年を機にリニューアル。「TOKYO FM Traffic Report～♪」
  - ジングル後に交通情報用のBGMに入るが、放送時間が短いときは冒頭の歌い出しが省略されているものを使用することもあった。
  - 週末の「ドライバーズ・インフォ」では、はTFM汎用ジングルを使用。
- 2020年5月1日 - 2021年3月31日 -　開局50周年を機にリニューアル。「TOKYO FM Traffic Report～♪（前代とメロディは別）」
  - ジングル後に交通情報用のBGMに入るが、放送時間が短いときはジングルが省略されることがある。
- 2021年4月1日 - 現在 -　年度が変わり、再度リニューアル。「TOKYO FM Traffic Report～♪（前代とメロディは別）」
  - ジングル後に交通情報用のBGMに入るが、放送時間が短いときはジングルが省略されることがある。

BGM
- 2013年1月14日 - 2015年4月19日：TOKYO FM トラフィックのBGMを引き続き使用。週末の「ドライバーズ・インフォ」では、主にTOKYO FM NEWSのBGMと同じ物を使用しているが、時間帯によっては異なるBGMも使用されていた。
- 2015年4月20日 - 2020年4月30日 - 開局45周年を機にリニューアル。週末の「ドライバーズ・インフォ」では、主にTOKYO FM NEWSのBGMと同じ物を使用しているが、時間帯によっては異なるBGMも使用されている。
- 2020年5月1日 - 現在 - 開局50周年を機にリニューアル。
  - 「TOKYO FM NEWS」に内包される枠では、TOKYO FM NEWSのBGMを使用。但し、金曜11:57、12:57の枠はこの番組のBGM（タイトルコールなしver）に切り替えてから伝えている。
  - 「ドライバーズ・インフォ」でも、「TOKYO FM トラフィックレポート」のBGMを用いない時がある。また、金曜17:57ではタイトルコールなしverを使用。

また、TOKYO FM ブランニューソング!、及び最新のヒット曲をBGMにして放送することもある。25分程度の番組が数多く編成されている金曜の夕方はこれが顕著である。その場合、冒頭に「TOKYO FM ドライバーズ・インフォ。この時間は○○（曲名）をお送りした後、最新の交通情報をお伝えします。」とアナウンスされる。

## 放送時間
（2025年8月現在）
- [N]は「TOKYO FM NEWS」に内包。
- [DI]は「ドライバーズ・インフォ」に内包。
- [九]は九段センター、[首]は首都高、[警]は警視庁スタジオ、無印は担当アナウンサーが担当（平日6:12のONE MORNINGJFNC B2プログラム時間帯はパーソナリティの吉田明世が担当）。
- 表中に記載の時刻より1 - 10分程前後する場合あり。

|    | 月曜 - 木曜                | 金曜                       | 土曜              | 日曜          |
| 5  |                            |                            |                   | 5:55[DI]      |
| 6  | 6:12                       | 6:12                       | 6:30[首]          | 6:55          |
| 7  | 7:08[九] 7:29[九] 7:50[九] | 7:08[九] 7:29[九] 7:50[九] | 7:25 7:55[DI][首] | 7:55[DI][首]  |
| 8  | 8:20[首] 8:51[首]          | 8:20[首] 8:51[首]          | 8:55[九]          | 8:55[DI][九]  |
| 9  | 9:27[首] 9:57[首]          | 9:27[首] 9:57[首]          | 9:55[DI][九]      | 9:55[DI][九]  |
| 10 | 10:26[首] 10:50[首]        | 10:26[首] 10:50[首]        | 10:55[九]         | 10:55[DI][九] |
| 11 | 11:51[首]                  | 11:55[N][首]               | 11:55[DI][九]     | 11:55[DI][首] |
| 12 | 12:50[首]                  | 12:55[N][首]               | 12:55[DI][九]     | 12:55[DI][警] |
| 13 | 13:50[警]                  | 13:55[警]                  | 13:55[首]         | 13:55[警]     |
| 14 | 14:50[九]                  | 14:49[九]                  | 14:55[九]         | 14:55[首]     |
| 15 | 15:40[警]                  | 15:53[首]                  | 15:55[DI][首]     | 15:55[DI][首] |
| 16 | 16:45[警]                  | 16:50[首]                  | 16:55[DI][九]     | 16:55[首]     |
| 17 | 17:25[警] 17:56[首]        | 17:25[DI] 17:55[DI][首]    | 17:55[九]         | 17:55[DI][九] |
| 18 | 18:36[警]                  | 18:25[DI]                  | 18:55[DI][首]     | 18:55[DI][九] |
| 19 |                            | 19:55[DI][首]              | 19:55[DI][九]     | 19:55         |
| 20 |                            |                            |                   |               |
| 21 |                            |                            |                   |               |
| 22 |                            |                            |                   |               |
| 23 |                            |                            |                   |               |

## 提供スポンサー
TOKYO FMトラフィックレポートのスポンサーを記す（TOKYO FM NEWSなどに内包されている場合は、そのスポンサーを記す）。
- [N]は「TOKYO FM NEWS」に内包。
- [DI]は「ドライバーズ・インフォ」に内包。

### 平日
- 7:29 中央エレベーター工業
- 7:50 川口技研（月〜木）、小田急ビルサービス（金）
- 8:51 イオンネクストデリバリー
- 9:27 東京都トラック協会（火〜金）
- 10:26 MonotaRO
- 10:50 富士住建
- 12:55 コーユーレンティア（金）[N]
- 15:40 MonotaRO（月〜木）[N]
- 15:53 MonotaRO（金）[N]
- 17:56 呉工業

### 週末
- 7:25 ビズスタ（土）[DI]
- 10:55 TOKYO TOWER（土）
- 11:55 アルファ ロメオ（土）東京ノイエ（日）[DI]
- 13:55 マクセル（日）
- 14:55 SBI損保（土）三井倉庫グループ（日）
- 15:55 アパグループ・日本航空・SGC（土）
- 17:55 一建設（土）